# Luidia magellanica

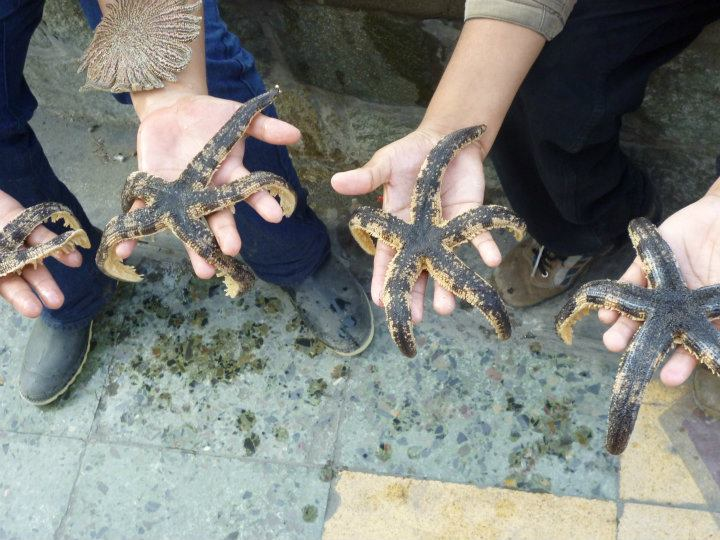
Hình ảnh của Luidia magellanica.

Luidia magellanica là tên của một loài sao biển thuộc họ Luidiidae. Người ta phát hiện ra nó ở vùng biển phía đông nam của Thái Bình Dương và vùng biển của Nam Mỹ.

## Môi trường sống và phân bố
Loài này sinh sống ở vùng biển phía đông nam của Thái Bình Dương và vùng ven biển của Peru, Chile. Tại đó chúng sống trên bề mặt là đá hoặc là cát thô và vỏ ốc vỡ.

## Sinh thái học
Nó là loài săn mồi vô cùng hung hãn đối với các loại cầu gai. Thức ăn của nó là các loài sao biển nhỏ như những loài thuộc chi Ophiactis, Patiria và loài cầu gai Tetrapygus nige. Tại vùng biển gần khu vực lên xuống của thủy triều tại Chile, nó ăn 8 loài cầu gai khác nhau và tại môi trường đó có loài sao biển Meyenaster gelatinosus là loài săn mồi có ưu thế. Nhiều cá thể sao biển Luidia magellanica của vùng này khi bị bắt thì người ta thấy nó bị mất hoặc đang mọc lại cánh. Có thể đó là hậu quả của một cuộc đối đầu với loài sao biển là M. gelatinosus hoặc là chính đồng loại của nó. Khi các cá thể thuộc đồng loại lớn hơn tấn công hoặc loài M. gelatinosus tấn công thì nó có xu hướng tự vứt bỏ 1 đoạn cánh khoảng từ 4 đến 5 cm của nó đã rút lui. Theo một nghiên cứu của Chile thì khoảng từ 50 đến 70% cá thể của loài này được phát hiện là đang mọc lại cánh.
Loài này đóng một vai trò rất quan trọng trong việc kiểm soát lượng cầu gai của môi trường mà nó sống.